# 항성 형성
항성 형성이란 분자 구름의 조밀한 부분이 플라스마로 뭉쳐있는 구(球)의 형태로 붕괴되어 항성으로 변하는 과정이다. 또한 천문학의 한 분야로서 성간물질, 거대 분자 구름(Giant Molecular Clouds), 젊은 항성체의 연구 그리고 부속적 결과물인 행성의 형성이 포함된다. 항성형성이론에서는 홑별의 형성뿐만 아니라, 쌍성계와 초기질량함수의 통계로 설명한다.

## 별의 어린 시절

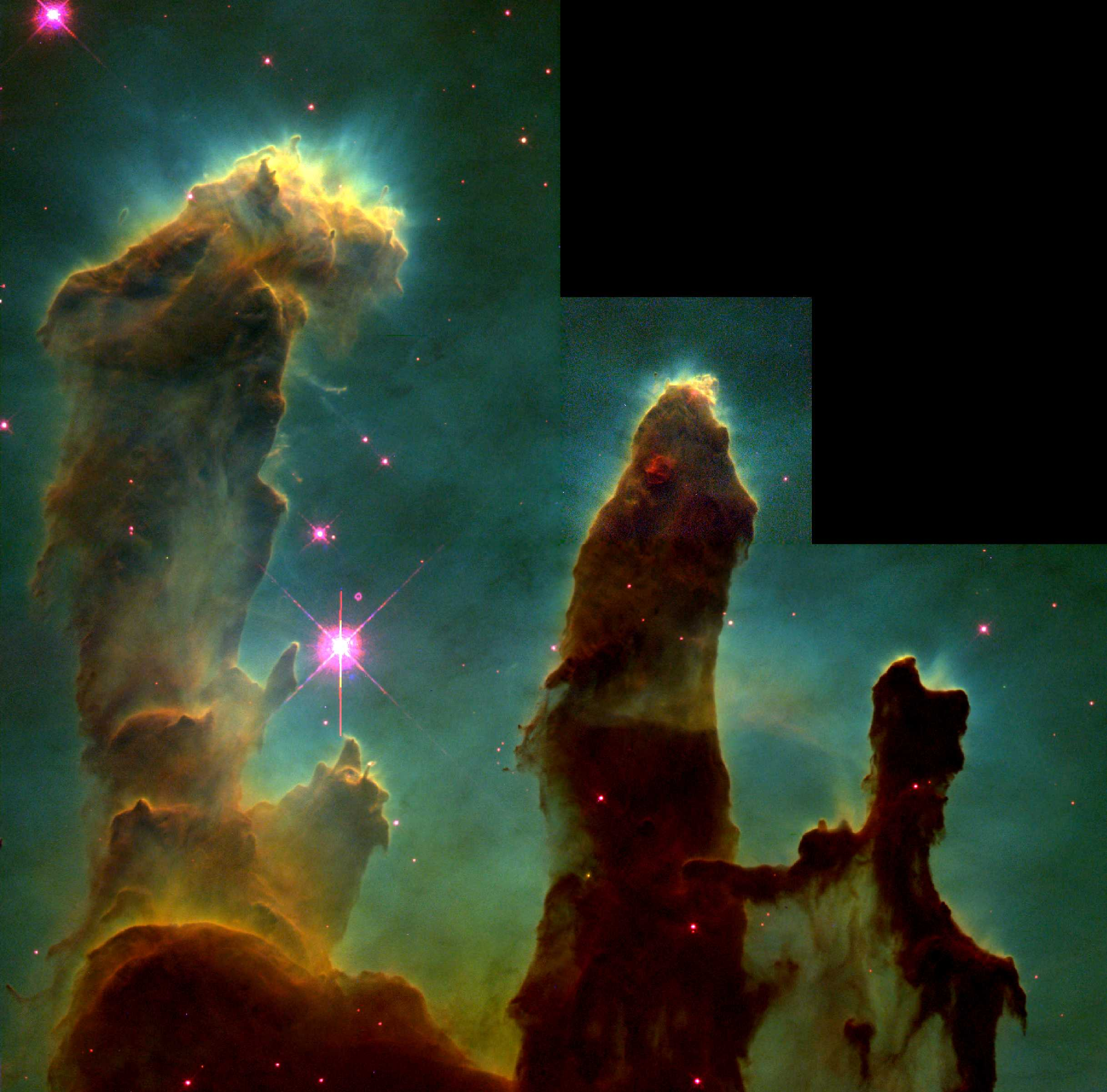
창조의 기둥으로 알려진 허블 우주 망원경의 사진으로, 독수리 성운에서 별이 탄생하고 있는 곳이다.

### 성간운
우리 은하와 같은 나선은하는 별, 별들의 찌꺼기 그리고 가스와 먼지로 이루어진 분산된 성간물질을 포함한다. 후기에는 일반적으로 1 cm3당 0.1~1개의 입자와 대략 전체질량의 70%의 수소와, 남아있는 헬륨으로 구성된 대부분의 가스로 구성되어있다. 이 물질은 별이 주계열의 마지막을 지남에 따라 별로부터 방출된 중원소들이 화학적으로 농축된 것이다. 성간물질이 고밀도로 뭉쳐있는 곳에서는 구름이나, 별이 생성되기 시작하는 확산성운
이 형성된다.
나선은하와는 다르게 타원은하는 약 10억년 내에, 다른 은하와의 합병을 제외하면 확산성운의 형성하는데에 있어 방해하는 성간물질의 차가운 성분을 잃는다.
별이 생성되는 고밀도 성운 내의 대량의 수소는 분자형태(H2)를 가지고 있기 때문에, 이런 성운을 분자구름이라고 부른다.
거대한 분자 구름이라고 불리는 가장 큰 형성물은 대체적으로 1 cm3당 100개의 입자의 밀도, 100광년(9.5 x 1014km)의 지름, 최대 태양질량의 600만 배의 질량
그리고 내부에서 평균 10K의 온도를 갖는다. 은하계의 ISM(성간물질)의 총량의 절반은 분자구름에서 발견되고,
은하계 내에는 6,000개의 분자구름이 있는 것으로 추정되며, 각각은 태양질량의 100,000배 이상의 질량을 가지고 있다.
오리온성운은 거대한 별들이 형성되는 태양으로부터 가장 가까운 성운이며, 1,300광년(1.2 x 1016km) 떨어져있다.
그러나, 작은 질량의 별 형성은 약 400~450광년 떨어진 뱀주인자리 ρ 주변의 암흑성운에서 일어난다.
별 형성이 일어나는 더 작은 장소는 고밀도의 가스로 이루어진 불투명한 구름과 보크 구상체(천문학자 바트 보크의 이름을 따서 지었다.)로 알려진 먼지이다. 이것은 분자구름의 붕괴와 함께, 또는 독립적으로 형성될 수 있다.
대체로 보크 구상체는 최대 1광년에 이르며, 태양질량보다 작다.
그들은 빛나는 발광성운이나 배경별의 대해 실루엣와 같이 암흑구름으로 관측될 수 있다. 그러나 새로 별이 형성되는 절반 이상의 보크 구상체는 발견되지 않고 있다.

### 빈 공간
허셜 적외선 망원경은 지상의 다른 망원경과 함께 별의 생성을 둘러싸고 있는 우주의 어떤 어두운 부분을 발견했는데 실제로는 암흑성운이 아니라 빈 공간의 거대한 구멍임을 알아냈다. 이런 대표적인 경우는 NGC 1999 부근의 오리온자리 V380이 있다. 먼지와 가스로 이루어진 뚫린 공간 내의 몇몇 젊은 별로부터 좁은 가스제트뿐만 아니라 성숙한 별 근처의 강한 방사능이 구멍을 만든다고 추정되지만, 정확한 이유는 아직도 연구되고 있다. 이것은 항성형성과정에 있어서 예상 밖의 성과이다.

### 구름의 붕괴
가스 성간운은 가스압의 운동에너지가 내부의 중력 퍼텐셜에너지와 균형을 이룰 때 정역학적 평형이 이루어지는데, 수학적으로 비리얼 정리로 표현된다.
만약, 가스압이 구름을 지탱하기 어려울 만큼 구름이 무겁다면, 중력 붕괴를 일으킬 것이다. 그 붕괴할 때의 구름의 질량을 진스 질량이라고 한다. 진스 질량은 구름의 온도와 밀도에 따라서 결정되지만, 일반적으로 태양질량의 수천만 배이다. 이것은 붕괴하는 구름의 최후의 생성물인 산개성단의 전형적인 질량과 일치한다.
촉발된 별의 형성에서는 분자 구름을 압축시키고 중력 붕괴를 발생시키는 일이 일어날 수 있다. 분자 구름은 서로서로 충돌하거나, 가까운 곳의 초신성 폭발로 인하여 아주 빠른 속도로 충격 받은 물질이 튀어나가는 원인이 될 수가 있다. 대신에, 은하의 충돌은 조석력에 의해 각각의 은하의 가스 구름은 뒤흔들려지고, 압축되어서 거대한 ‘스타버스트’ 현상이 일어나는 원인이 된다.
이후 과정은 구상성단의 형성에 원인이 된다.
은하 핵 부근의 초대질량 블랙홀은 은하핵의 규칙적인 별 형성율에 영향을 준다. 물질이 흡수되어 유입되는 블랙홀은 활동적이고, 평행한 상대론적 제트를 통해 바람을 내뿜는다. 이것은 별 형성을 더 제한할 수 있다. 그러나 제트 주위의 전파방출 또한 별 형성의 원인이 될 수 있다. 마찬가지로, 약한 제트는 구름과 충돌했을 때 별 형성의 원인이 될 수 있다.
그것이 붕괴함에 따라, 분자 구름은 조각이 별의 질량에 도달할 때까지 계층적인 방식으로 더 작고 더 작은 조각으로 부서진다. 각각의 조각에서 붕괴하는 가스는 중력 퍼텐셜에너지 방출에 의해 얻은 에너지를 다른 곳으로 내뿜는다. 밀도가 증가함에 따라, 조각은 불투명해지고 에너지를 방출함에 있어서 보다 적은 효율을 갖는다. 그 결과로 구름의 온도의 상승과 분열을 더 억제한다. 조각은 곧 별의 배아의 역할을 하는 회전하는 가스 구체로 응결된다.
더 복잡한 붕괴하는 구름의 상황은 난기류, 거시적인 흐름, 회전, 자기장 그리고 구름 기하학의 결과를 갖는다. 회전과 자기장 둘 다 구름의 붕괴를 방해한다. 난기류는 구름의 분열을 일으키는 중요한 요인이고, 구름의 붕괴를 촉진시키는 영향 중에서 가장 적은 영향을 끼친다.

## 원시성

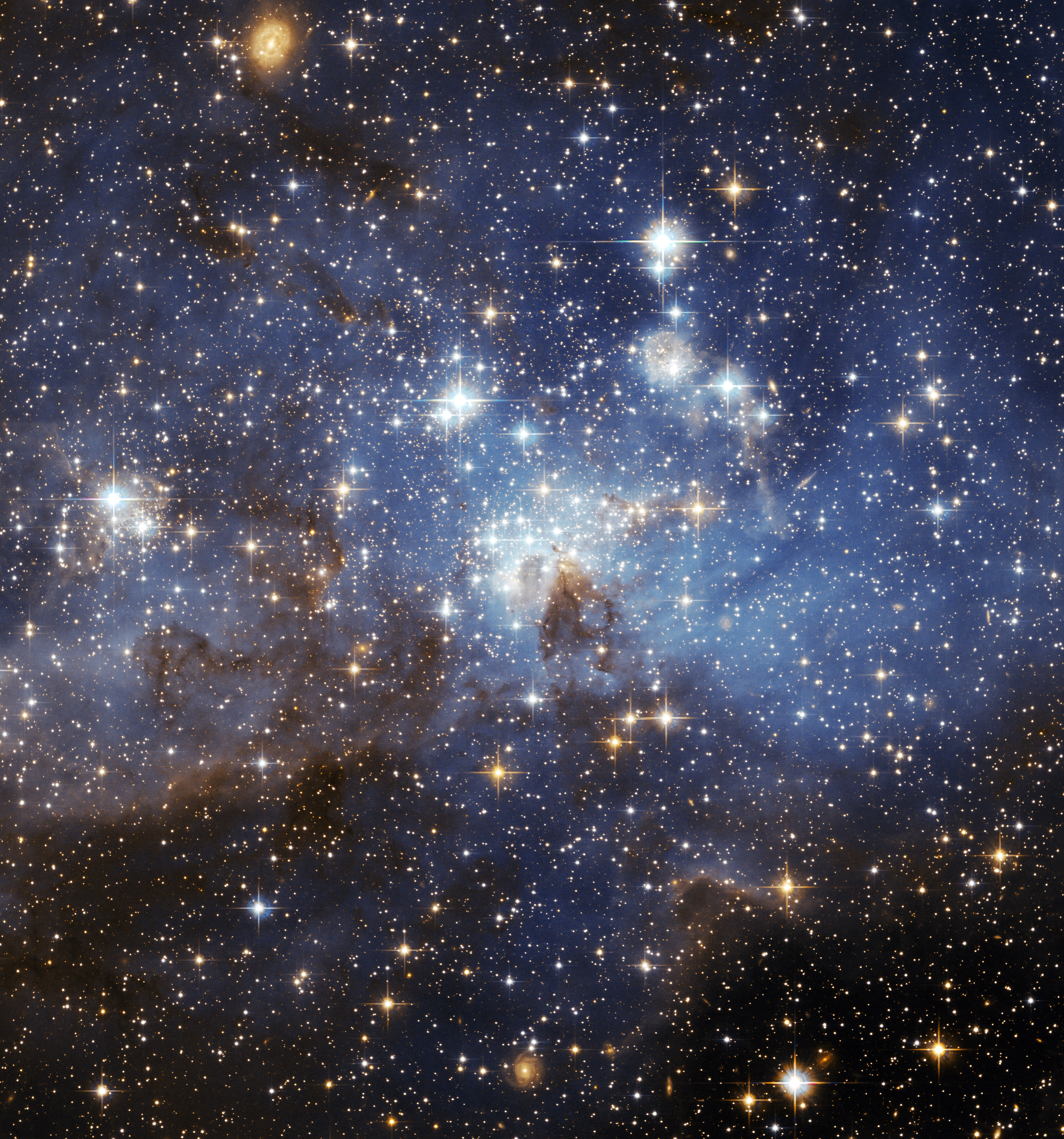
대마젤란은하의 별들의 요람인 LH95.

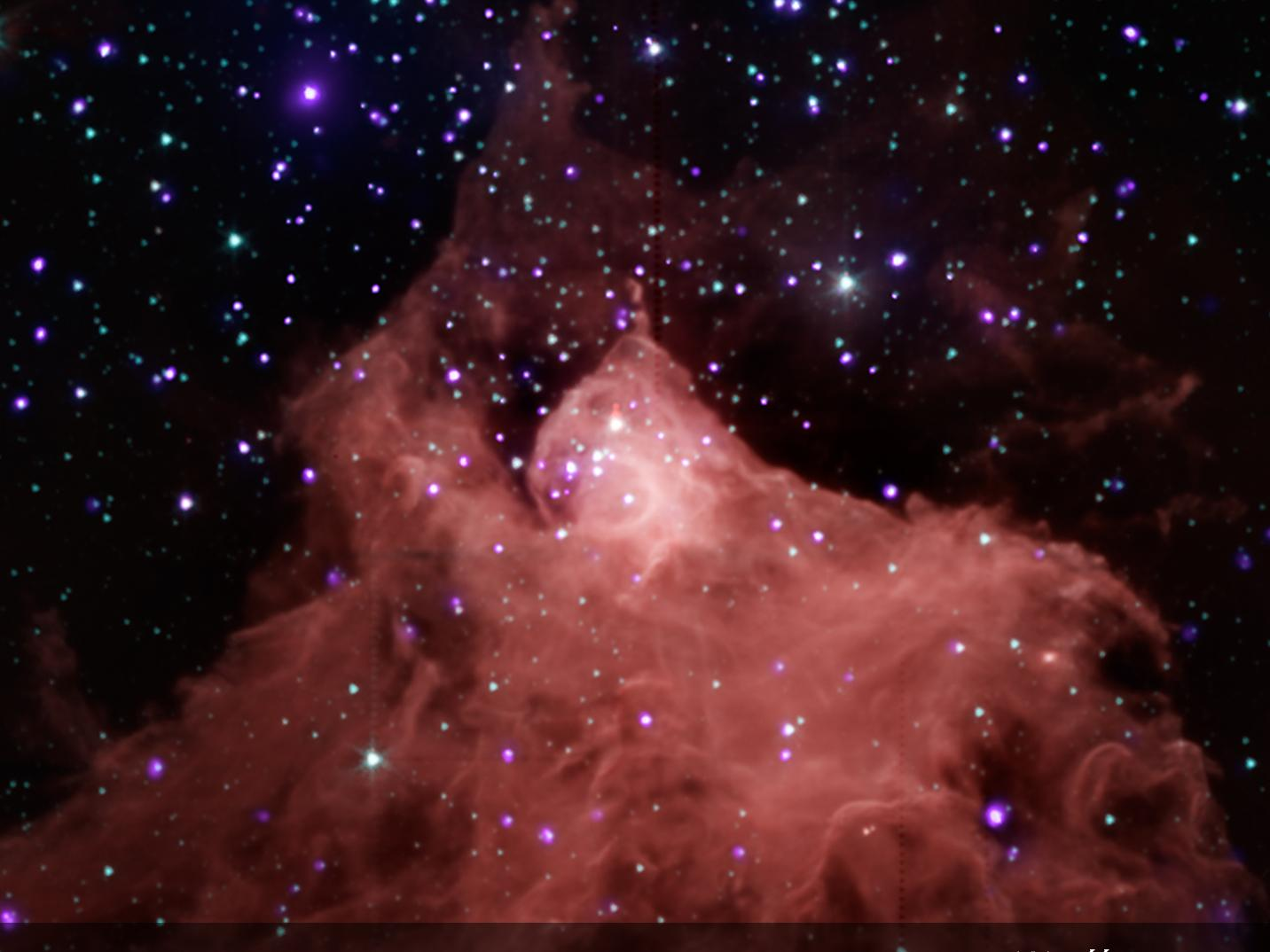
어린별과 세페우스자리 B 주변의 분자구름을 보여주는 합성된 이미지

원시성은 중력 결합에너지의 소멸이 이루어질 때까지 계속 붕괴한다. 이런 과잉 에너지는 주로 방출을 통해 잃는다. 그러나 결국 붕괴하는 구름은 자체 방사선에 의해 불투명해진다. 따라서 에너지는 다른 방법을 통해 제거되어야한다. 먼지 안의 구름은 60 ~ 100K의 온도로 가열되고, 투명한 구름 속의 입자는 원적외선 파장에서 방출한다. 따라서 입자는 구름의 붕괴를 좌우한다.
붕괴하는 동안에, 구름의 밀도는 중앙에 대해서 증가하고, 가운데 지역이 처음으로 광학적으로 불투명하게 되는데 이것은 밀도가 10−13g/cm3일 때, 일어나게 된다. 최초의 유체역학적 코어라고 불리는 핵의 부근에서는 기본적으로 붕괴가 멈추고 비리얼 정리로 결정된 온도는 계속 상승한다. 핵을 더 뜨겁게 데우는 가스는 불투명한 지역을 향해 떨어지며 충격파를 만든다.
핵의 온도가 2,000K에 도달했을 때, 열에너지는 H2분자를 분리시킨다.
뒤이어 수소와 헬륨원자의 이온화가 이루어진다. 이 과정에서 자유낙하속도에서의 붕괴주기와 견줄만한 시간척도에서 수축에너지를 계속 흡수한다.
후에 유입되는 물질의 밀도는 10−8g/cm3아래로 감소하고, 물질은 복사된 에너지가 탈출할 만큼 투명해진다. 원시성 내의 대류의 결합과 외부로부터의 복사는 별의 반지름이 줄어들게 한다.
이 과정은 내부압력이 중력붕괴에 대항하여 원시성을 지탱 할 만큼 뜨거워 질 때까지 계속된다.(이 상태를 정역학적 평형이라고 한다.) 이 강착단계가 거의 끝났을 때의 형성물을 원시성이라고 한다.
원시성 위쪽으로의 물질의 강착은 별 주위의 원반을 통해 부분적으로 계속된다. 밀도와 온도가 충분히 높을 때, 중수소 합성이 시작되고, 그 결과로 생긴 외부압력은 느리게 붕괴된다. (정지하지는 않는다.) 구름으로 이루어진 물질은 원시성의 위에 “비”가 내리게 한다. 이 단계에서 유입 물질의 각운동량의 효과로 양극류가 생성된다.
주위의 가스와 먼지 막이 흩어지고, 강착과정이 멈출 때의 별을 전주계열성(PMS별)이라고 한다. 이 별의 에너지원은 수소연소인 주계열성과 달리 중력수축이다. PMS별은 H-R도의 하야시 경로를 따른다.
수축은 하야시 한계에 이를 때까지 계속되고, 그 후에 수축은 켈빈-헬름홀츠 시간척도에서 온도가 안정적으로 될 때까지 계속된다. 태양질량의 0.5배인 별은 그 후 주계열에 진입한다. 하야시 경로의 끝쪽의 더 무거운 질량의 PMS별은 준(準)정역학적 평형으로 천천히 붕괴하고, 헤니에이 경로에 진입한다.
마지막으로 수소는 핵에서 융합되기 시작하고, 쌓여지는 물질의 나머지는 제거된다. 원시성 단계의 끝은 H-R도에서의 주계열단계의 시작을 의미한다.
이 과정의 단계들은 덩어리 별 주위의 태양질량의 이하 질량의 별들에서 잘 설명된다. 반면에 고질량의 별에서의 걸리는 시간은 더 짧고, 과정은 잘 설명되지 않는다. 별 진화의 끝은 항성 진화에서 연구된다.

## 관측

오리온성운은 진화하는 별들의 고향인, 고밀도 가스의 기둥으로 성운을 형성하는 전형적인 무겁고 젊은 별들의 항성형성의 예이다.

별 형성의 중요한 원소는 가시광선의 이외의 파장에서의 관측으로 알 수 있다. 별의 생애에서 원시성 단계는 거의 언제나 고밀도의 가스구름 안에 깊이 숨겨져 있고, 거대분자구름은 먼지를 남긴다. 흔히, 별이 형성되는 번데기는 주변 가스의 밝은 방출로 인해 실루엣으로 보이는데, 이것을 보크 구상체라고 부른다.
별의 생애의 초기 단계는 가시광선보다 먼지들을 더 쉽게 통과하는 적외선에서 보인다.
분자구름의 구조와 원시성의 영향인 연속체 먼지 방출, 일산화탄소의 회전준위 그리고 다른 분자들은 근적외선 소광 현상으로 관측된다. (마지막 두 가지는 1mm 파장 이하의 범위에서 관측된다.) 원시성의 복사와 아기별은 적외선 파장에서 관측된다. 구름의 찌꺼기로 인한 소광현상처럼 대개 별의 형성은 너무 커서 우리가 가시광 스펙트럼에서 관측할 수 없다. 대기로 인한 많은 어려움이 있는데 20μm에서 850μm까지는 거의 완전히 불투명하고 200μm에서 450μm까지는 폭이 좁다. 심지어 범위대기차감기술도 외부에서 사용해야한다.
각각의 별의 형성과정은 우리 은하 내에서 관측할 수 있지만. 먼 은하의 별 형성과정은 그들 고유의 분광으로 발견된다.

### 주목할 만한 천체
- MWC 349 - 1978년에 최초로 발견되었고, 나이는 1,000살로 추정된다.
- VLA 1623 - 최초의 견본 0등급 원시성으로, 질량의 대부분이 아직 강착 되지 않고 있는 붙박이 원시성. 1993년에 발견되고, 나이는 10,000살보다 적을 것으로 추정된다. .
- L1014 - 현재 최신 망원경으로만 발견되는 천체 중 새로운 종류의 대표격으로 아주 희미한 붙박이 천체이다. 상태는 아직 불명이다. 아마도 아직 가장 젊고 낮은 질량의 0등급 원시성으로 보이거나, 심지어는 아주 낮은 질량에서 천체로 진화한 것으로 보인다.(갈색 왜성 또는 떠돌이별.) 보관됨 2006-02-21 - 웨이백 머신.
- IRS 8* - 2006년 8월에 발견된, 가장 젊다고 알려진 주계열성. 나이는 3,500,000살로 추정된다.[http://www.newscientistspace.com/article.ns?id=dn9738&feedId=space_rss20%5B깨진+링크(과거+내용+찾기)%5D].

## 저질량, 고질량 별의 형성
별들의 다른 질량은 약간 다른 메커니즘으로 만들어진다. 많은 관측 덕분에 학자들이 주로 지지하는 저질량 별의 형성이론에서는 회전하는 분자구름 내의 밀도의 상승에 의한 중력 붕괴에 의해 저질량의 별이 형성된다고 설명한다. 위에 설명한 것처럼, 회전하는 가스 구름의 붕괴와 먼지는 중앙 원시성의 위쪽으로 보내진 물질들은 강착원반을 통해 형성하게 한다. 그러나 태양질량의 8배가 넘는 별들에게는 별 형성의 메커니즘이 잘 설명되지 않는다.
무거운 별들은 어마어마한 유입되는 물질에 대해 밀리는 복사량을 내뿜는다.
과거에는 이 복사압이 무거운 원시성 위쪽으로의 강착을 멈출 만큼 상당하며, 태양질량의 10배정도보다 큰 질량의 별의 형성을 방해한다고 생각했다.
최근의 이론적인 연구에서는 제트의 생성과 유출이 원반과 원시성 위쪽을 통한 강착의 방해 없이 탈출 할 수 있는 무거운 원시성으로부터의 대량의 복사를 통해 구멍을 치운다고 설명한다.
적어도 무거운 원시성은 강착원반에 의해 확실히 에워싸여있다는 따위의 증거가 늘어나고 있다.
몇몇 다른 고질량 별의 형성이론은 관측으로 검증 받아야 할 상태에 남아있다. 이들 중 아마도 가장 눈에 띄는 강착이론에서는 무거운 원시성은 좁은 지역 대신에, 모(母)분자구름 내의 다른 원시성과 물질을 끄는 경쟁을 하는 저질량 원시성에 의해 “씨가 뿌려졌다” 고 설명한다.
다른 무거운 별 형성이론은 무거운 별이 저질량의 둘 이상이 별들이 합쳐져서 만들어진다고 설명한다.